# Ronde van Spanje 1996
| Eindklassement      |                   |             |
| Algemeen klassement | Alex Zülle        | 97h 31' 46" |
| Tweede              | Laurent Dufaux    | + 6' 23"    |
| Derde               | Tony Rominger     | + 8' 23"    |
| Vierde              | Roberto Pistore   | + 10' 13"   |
| Vijfde              | Stefano Faustini  | + 11' 21"   |
| Zesde               | Georg Totschnig   | + 11' 33"   |
| Zevende             | Davide Rebellin   | + 13' 16"   |
| Achtste             | Andrea Peron      | + 14' 46"   |
| Negende             | Bobby Julich      | + 15' 10"   |
| Tiende              | Fernando Escartín | + 18' 36"   |
| Puntenklassement    | Laurent Jalabert  | 237 punten  |
| Tweede              | Nicola Minali     | 163 punten  |
| Derde               | Tom Steels        | 142 punten  |
| Bergklassement      | Tony Rominger     | 177 punten  |
| Tweede              | Laurent Jalabert  | 120 punten  |
| Derde               | Dmitri Konysjev   | 107 punten  |

De 51e editie van de Ronde van Spanje werd verreden in 1996, en duurde van 7 tot en met 29 september.
De Zwitser Alex Zülle van Once werd de eindwinnaar van deze editie, voor twee landgenoten. Laurent Jalabert, eveneens van Once won het puntenklassement en Tony Rominger van Mapei werd de winnaar van het bergklassement. Alex Zülle was in de ploeg van ONCE niet de aangewezen kopman maar dit was Laurent Jalabert. Gaandeweg de ronde ontpopte Zülle zich echter als de sterkste in zijn team en won hij uiteindelijk deze ronde. Opvallend genoeg werd geen enkele etappe gewonnen door een Spanjaard.
- Aantal ritten: 22
- Totale afstand: 3898,0 km
- Gemiddelde snelheid: 39,986 km/h

## Belgische en Nederlandse prestaties

### Belgische etappezeges
- Tom Steels won de 4e en 22e etappe.

### Nederlandse etappezeges
- Jeroen Blijlevens won de 5e etappe.

## Etappes
| Etappe | Datum        | Steden                        | km                | Winnaar                | Leider algemeen klassement |
| 1      | 7 september  | Valencia - Valencia           | 162               | Biagio Conte           | Biagio Conte               |
| 2      | 8 september  | Valencia-Cuenca               | 210               | Nicola Minali          | Biagio Conte               |
| 3      | 9 september  | Cuenca-Albacete               | 167               | Laurent Jalabert       | Laurent Jalabert           |
| 4      | 10 september | Albacete-Murcia               | 166,5             | Tom Steels             | Laurent Jalabert           |
| 5      | 11 september | Murcia-Almeria                | 208               | Jeroen Blijlevens      | Laurent Jalabert           |
| 6      | 12 september | Almeria-Málaga                | 196,5             | Fabio Baldato          | Fabio Baldato              |
| 7      | 13 september | Málaga-Marbella               | 171               | Fabio Baldato          | Fabio Baldato              |
| 8      | 14 september | Marbella-Jerez de la Frontera | 220               | Nicola Minali          | Fabio Baldato              |
| 9      | 15 september | Jerez de la Frontera-Córdoba  | 203,5             | Nicola Minali          | Fabio Baldato              |
| 10     | 17 september | El Tiemblo-Ávila              | 46,5 Ind. tijdrit | Tony Rominger          | Alex Zülle                 |
| 11     | 18 september | Ávila-Salamanca               | 188               | Marco Antonio Di Renzo | Alex Zülle                 |
| 12     | 19 september | Benavente – Alto del Naranco  | 188               | Daniele Nardello       | Alex Zülle                 |
| 13     | 20 september | Oviedo – Lagos de Covadonga   | 159               | Laurent Jalabert       | Alex Zülle                 |
| 14     | 21 september | Cangas de Onís-Cabárceno      | 202,5             | Biagio Conte           | Alex Zülle                 |
| 15     | 22 september | Cabárceno-Valdezcaray         | 220               | Alex Zülle             | Alex Zülle                 |
| 16     | 23 september | Logroño-Sabiñánigo            | 221               | Nicola Minali          | Alex Zülle                 |
| 17     | 24 september | Sabiñánigo-Cerler             | 165,5             | Oliverio Rincón        | Alex Zülle                 |
| 18     | 25 september | Benasque-Zaragoza             | 219,5             | Dmitri Konysjev        | Alex Zülle                 |
| 19     | 26 september | Getafe-Ávila                  | 217               | Laurent Dufaux         | Alex Zülle                 |
| 20     | 27 september | Ávila-Segovia                 | 209,5             | Gianni Bugno           | Alex Zülle                 |
| 21     | 28 september | Segovia                       | 43 ind. tijdrit   | Tony Rominger          | Alex Zülle                 |
| 22     | 29 september | Madrid                        | 157,5             | Tom Steels             | Alex Zülle                 |

 winnaars · rode trui · 
 puntenklassement · 
 bergklassement · 
 combinatieklassement · 
 jongerenklassement · 
 ploegenklassement · 
 strijdlust

 Belgische leiderstruidragers · etappewinnaars

 Nederlandse leiderstruidragers · etappewinnaars
1935 · 1936 · 1937 · 1938 · 1939 · 1940 · 1941 · 1942 · 1943 · 1944 · 1945 · 1946 · 1947 · 1948 · 1949 · 1950 · 1951 · 1952 · 1953 · 1954 · 1955 · 1956 · 1957 · 1958 · 1959 · 1960 · 1961 · 1962 · 1963 · 1964 · 1965 · 1966 · 1967 · 1968 · 1969 · 1970 · 1971 · 1972 · 1973 · 1974 · 1975 · 1976 · 1977 · 1978 · 1979 · 1980 · 1981 · 1982 · 1983 · 1984 · 1985 · 1986 · 1987 · 1988 · 1989 · 1990 · 1991 · 1992 · 1993 · 1994 · 1995 · 1996 · 1997 · 1998 · 1999 · 2000 · 2001 · 2002 · 2003 · 2004 · 2005 · 2006 · 2007 · 2008 · 2009 · 2010 · 2011 · 2012 · 2013 · 2014 · 2015 · 2016 · 2017 · 2018 · 2019 · 2020 · 2021 · 2022 · 2023 · 2024 · 2025